# In una notte così/Un'altra volta te
In una notte così/Un'altra volta te è un 45 giri del cantante pop italiano Riccardo Fogli, pubblicato nel 1992.
Entrambi i brani sono inclusi nell'album Teatrino meccanico, uscito nello stesso anno.
Il brano In una notte così, composto da Maurizio Fabrizio e Guido Morra, fu presentato al Festival di Sanremo di quell'anno, dove si classificò in decima posizione. In origine era stato proposto a Mia Martini, anche lei in gara a quel Sanremo; la cantante però, pur avendone registrato un provino (pubblicato postumo), non era di fatto abbastanza convinta del testo, e decise quindi di optare per "Gli uomini non cambiano".